# 越後上田郵便局
越後上田郵便局（えちごうえだゆうびんきょく）は、新潟県南魚沼市にある郵便局。

## 概要
風景印の図案は巻機山・雲洞庵。表記は『新潟越後上田』。局名の由来は、上田村からである。

## 沿革
- 1929年（昭和4年）4月11日 - 開設。
- 2008年（平成20年）8月25日 - 併設の郵便事業六日町支店越後上田集配センターが廃止。
- 2016年（平成28年）5月22日 - 青木局長、全国郵便局長会長に就任[1][2]。
- 2017年（平成29年）8月7日 - キオスク端末設置に関する協定の締結[3]。
  - 10月2日 - 住民票などの証明書が発行できるマルチコピー機（証明書発行機）を設置[4]。
  - 12月1日 - 南魚沼市ふるさと納税の返礼品に高齢者向け「みまもり訪問サービス」を追加[5]。
- 2022年〈令和4年〉6月24日 - ローソン初の“移動販売専用店舗”の運用スタート〈郵便局の空きスペースを配送拠点とした買い物困難地域への移動販売開始〉[6][7][8]。

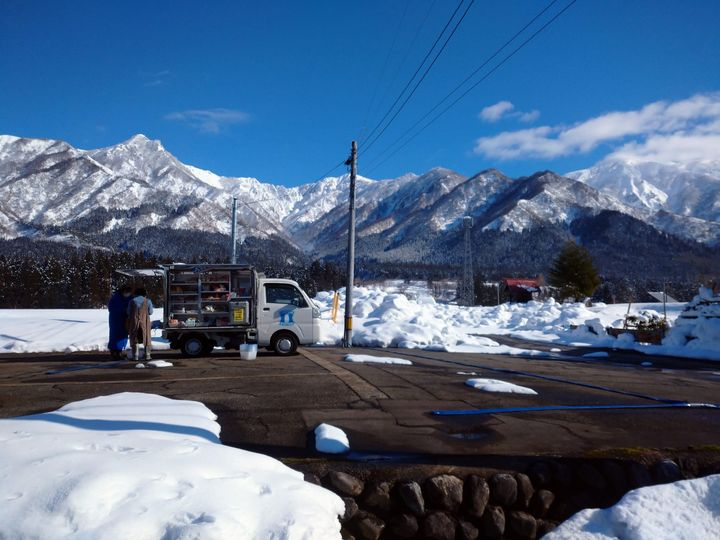
ローソン移動販売車〈上長崎〉2023.01.10

## 取扱内容
- 郵便・印紙・ゆうパック・チルドゆうパック・内容証明[9]
- 貯金・貸付・為替・振替・振込・国債[10]
- 生命保険・がん保険・バイク自賠責保険[11]
- ゆうちょ銀行ATM
- 住民票、印鑑登録証明書、所得証明書

## 周辺
- 登川河川公園
- 高千代酒造・テーブルマーク新潟魚沼工場
- 大福寺 (南魚沼市)・槻岡寺・雲洞庵・龍泉院 (南魚沼市)
- 第二上田小学校・上田の郷[12][13]
- 金城山・愛宕山 (南魚沼市)・清水峠
- 高平ノ頭・ロクロノ頭・無黒山・姥見ノ頭
- みなかみユネスコエコパーク

## アクセス
- 車:関越自動車道塩沢石打インターチェンジより、新潟県道28号塩沢大和線・国道291号で約20分。駐車場4台。
- バス:上越線六日町駅から南越後観光バス沢口・清水行で約20分。
- 市民バス:上田・泉田コースで、六日町駅角より約25分[14]。